# 共同海損
共同海損（きょうどうかいそん、英: general average）は、船舶が事故に遭遇した際に発生する共同の危険を回避する目的で故意かつ合理的に支出した費用または犠牲となった損害につき、船体・積荷・燃料および運賃などのうち無事に残った部分を利害関係者間で按分し、損害を公平に分担するという制度である。

## 意義と目的
共同海損は海損事故に固有の制度で、これは海損事故が他の事故にはないいくつかの特有の事情をもつことに起因する。この制度の主な意義と目的は以下の通りである。
- 海損事故は、その被害額が厖大になることが多く、通常の事故のように過失割合で損害額を分担することは、当事者の一方に多額の負担を強いることになる。これでは海上輸送に従事する者のリスクが高すぎるため、海上輸送事業の健全な発展を妨げることになる。特に近代以前の海上輸送においては、船舶や航海技術の未発達により、船舶の遭難は即全損につながる事が多く、また海賊の襲撃などの大きな危険を抱えていた。そのような理由から、海の上では慣習上利害関係者が「助け合い」の意味で、生じた損害を公平に負担してきた経過があった。

- 海損事故は発生時の状況を知るための証拠が残りにくく、過失割合の算定が難しい。航跡はすぐに消える上、船舶が沈没して引き揚げが不可能な場合は、船体を調べることさえ出来ないためである。また、そもそも遭難した場所や原因さえ不明な場合もある。過失割合が算定できなければ、全ての損害を当事者間で公平に負担するほかない。

- 海上輸送には通常多くの当事者が関わっている。船体や乗組員は通常船主が保有または雇用しており、燃料などは用船者が負担し積載している。貨物の持ち主は荷主であり、通常複数の荷主の貨物を積荷として輸送しているため、その利害関係者は数十から数千に及ぶ。差し迫った危険が発生し、それが船舶全体を脅かしている場合、緊急避難的に余分の費用を支出したり、船体や積荷の一部を犠牲にするような状況が考えられる。このような行為は、利害関係者全員の利益を守るために行われたのであり、この行為によって保全された利益は利害関係者に公平に還元されるべきである。

## 法源
日本の国内法では商法第三編（海商）第六章（共同海損）に規定されており、船舶法35条により商船以外の船舶（官公有船を除く）にも準用される。また、共同海損の精算方法に関する国際的な取り決めとしてヨーク・アントワープ規則があり、国際商慣習では、この規則に従って処理するのが普通である。

## 成立要件
ヨーク・アントワープ規則によれば、共同海損が成立するために必要な要件は以下の通りである。
1. 共同の危険が現実に生じていること。
2. 共同の安全のための行為であること。
3. 故意かつ合理的な行為であること。
4. 犠牲および費用は異常なものであること。

共同海損による精算の対象となる損害または費用には、以下のようなものがある。
1. 投荷または強行荷役による積荷の損害。
2. 船体の強行曳きおろしによる船体・機関の損害。
3. 積荷の瀬取り・保管・再積込費用。
4. 避難港へ入港するための費用。
5. 船員の給食料などの船費。
6. 救助業者へ支払う費用および曳航費用（適用されるヨーク・アントワープ規則の版によって異なる）。

## 手続

### 共同海損精算人の選任
共同海損の計算は非常に複雑であること、また公正な第三者による精算が必要であるため、専門の共同海損精算人を指定してこれによって行われる。多くの共同海損精算人は損害保険会社の関連会社であることが多いが、ほとんどの場合は共同海損のみを扱う専門の業者である。

### 共同海損の宣言
船会社（または船主）は事故を共同海損で処理することを決定すると、荷主に対して事故の発生、共同海損を宣言する旨、および共同海損精算人を選定したことを通知し、下記の書類を求める。
- 共同海損盟約書(Average Bond)
- 価額申告書(Valuation Form)
- 共同海損分担保証状(L/G)または供託金(Deposit)

### サーベイの実施
船主または精算人は共同海損検査人(GA Surveyer)を手配し、事故の詳細や本船および積荷の状態、損害の程度などを検査するGAサーベイを実施する。このサーベイリポートをもとに関係者によって負担されるべき費用やその妥当性が判断される。

## 共同海損をめぐる出来事
- 1970年1月7日 - 商法の第一人者であった小町谷操三が講書始の儀に招かれ「共同海損制度の基本観念」を講義した[1]。